# Бёкельбергштадион
«Бёкельбергштадион» (нем. Bökelbergstadion) — бывший футбольный стадион в немецком городе Мёнхенгладбах. До 2004 года являлся домашней ареной местной «Боруссии».

## История

### Первые годы

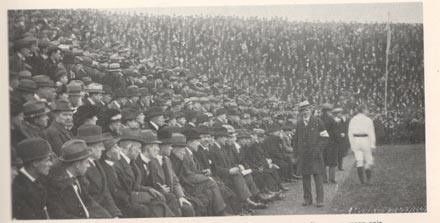
Стадион Западной Германии (1921)

В 1914 году «Боруссия» приобрела участок земли на улице Бёкельштрассе. Но строительство стадиона было отложено на несколько лет в связи с начавшейся Первой мировой войной. Работы были возобновлены в 1919 году. В то время данное место носило название «дя Кулль» из-за того, что здесь раньше располагался гравийный карьер.
20 сентября 1919 года был открыт «Стадион Западной Германии». Во время Второй мировой войны стадион был почти полностью разрушен. В 1952 году была предпринята попытка реконструкции и расширения объекта. Однако у «Боруссии» скопились столь огромные долги, что клуб был вынужден передать руководство стадионом в руки городских властей и работы были отложены.
Только в 1960 году ситуация изменилась. «Боруссия» выиграла Кубок ФРГ и город решил вложить средства в перестройку стадиона. Обновлённое сооружение получило 32 000 мест, большинство из которых были стоячими. Также стадион получил название «Бёкельбергштадион».

### Перестройка

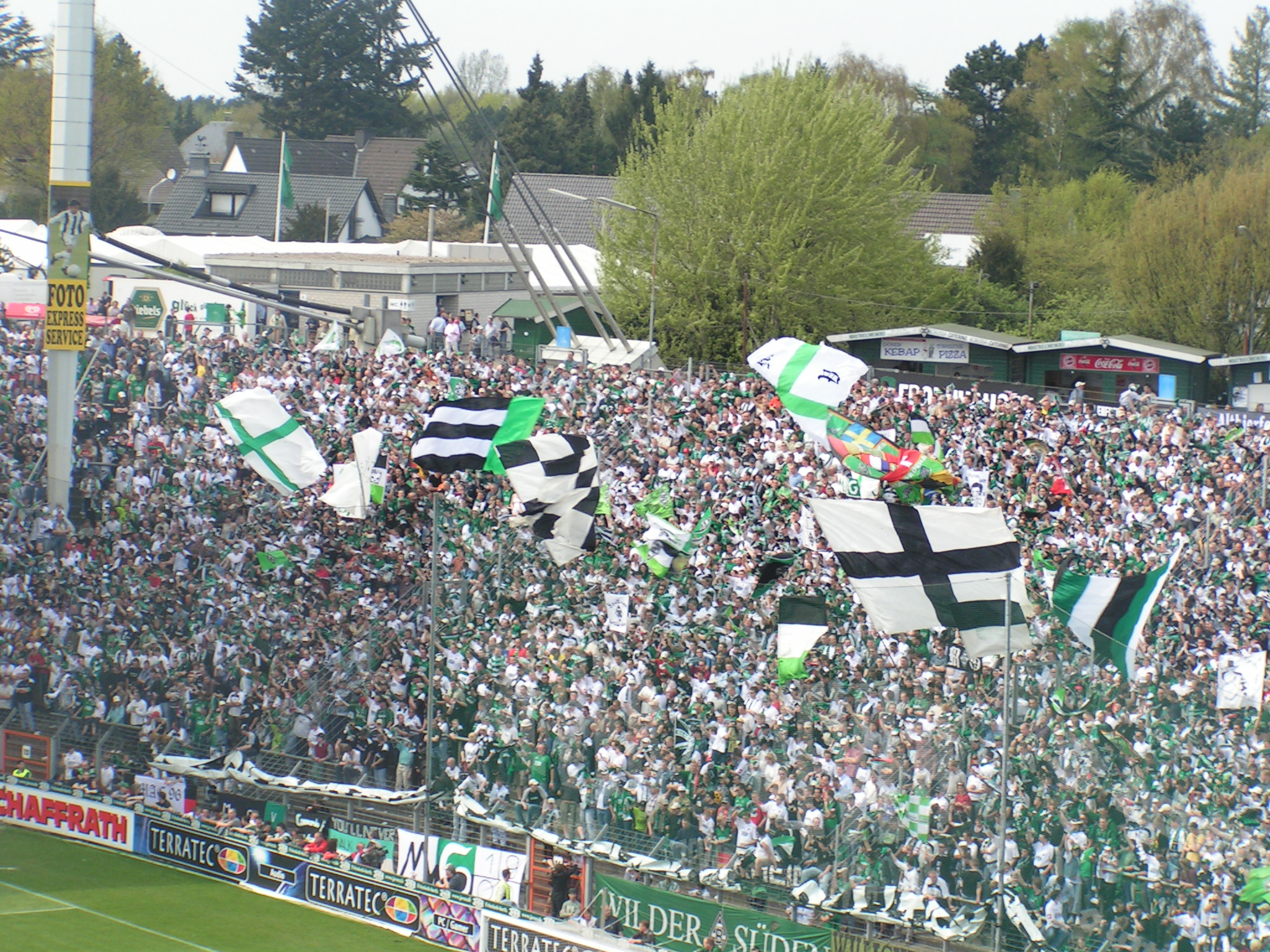
Северная трибуна

В 1962 году произошла первая перестройка стадиона. Три стороны были построены с фиксированными рядами, а восточная получила трубчатую стальную трибуну. Весной 1966 года бывшая западная трибуна получила крышу, а летом была установлена система прожекторов. Осенью 1969 года началось расширение восточной трибуны, которая была открыта в феврале 1972 года. В 1978 году трибуна была полностью перестроена. Новая трибуна была двухэтажной и была прикреплена к двум новым восьмиугольным стальным мачтам. Старая крыша стадиона вошла в Книгу рекордов Гиннесса 1982 года как единственная коммерчески доступная крыша стадиона. В октябре 1978 года работы были завершены в соответствии с графиком, и трибуна была открыта с вместимостью на 8 722 места. На начало 90-х была запланирована полная реконструкция стадиона, однако она была отменена из-за протестов местных жителей.

### Последние годы

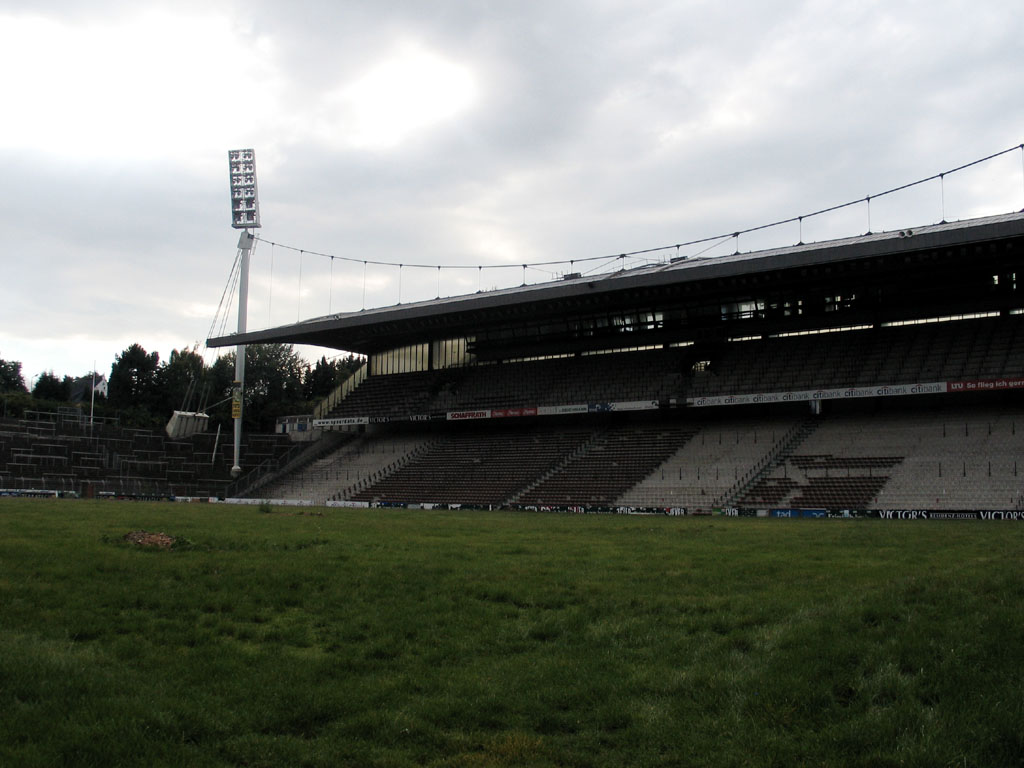
Западная трибуна (октябрь 2005)

Клуб был вынужден искать новое место для своего стадиона. В итоге в период с 2002 по 2004 год в Северном парке города был построен новый стадион «Боруссия-Парк». Последний матч Бундеслиги на «Бёкельберге» состоялся 22 мая 2004 года, когда «Боруссия» одержала верх над «Мюнхеном 1860» со счётом 3:1. Ровно через год здесь был сыгран последний футбольный матч, в котором молодёжная команда «Боруссии» разгромила «Бонн» со счётом 5:0 в рамках Оберлиги Северный Рейн.

### Снос и текущее состояние территории
В декабре 2005 года начался снос устаревшего стадиона. Сначала были убраны волнорезы, киоски и рекламные щиты. Снос трибуны 7 марта 2006 года изначально не удался. Пытались взорвать прожекторы, чтобы они провалились на 6 метров и потянули за собой крышу. Но верёвки пришлось разрывать вручную и трибуны с опозданием всё же были снесены. Последний столб прожектора упал в середине стадиона 2 августа 2006 года.
На месте стадиона сейчас ведётся жилищная застройка. Часть трибун были интегрированы в ландшафт в качестве зелёного коридора. Также планируется открыть мемориал, который будет напоминать о старом стадионе.